# Tang He (vattendrag i Kina, lat 33,28, long 117,77)
Tang He är ett vattendrag i Kina. Det ligger i den östra delen av landet, 700 km söder om huvudstaden Peking. Tang He ligger vid sjön Tuo Hu.